# Schlacht an der Langnes-Schanze
Hvaler, Fredrikstad, Lier, Matrand, Kjölbergs, Langnes
Die Schlacht an der Langnes-Schanze fand am 9. August 1814 zwischen norwegischen und schwedischen Truppen statt. Es war die letzte Kampfhandlung zwischen skandinavischen Ländern.

## Vorgeschichte
Die Personalunion zwischen Norwegen und Dänemark wurde nach dem Kieler Frieden im Januar 1814 aufgelöst und Norwegen Schweden zugeschlagen. Diese Regelung, die ohne Beteiligung Norwegens getroffen worden war, wurde von Norwegen nicht anerkannt. Die norwegischen Politiker stellten sich auf den Standpunkt, der dänische König könne zwar Norwegen aus dem dänisch-norwegischen Staatsverband entlassen, aber nicht einem anderen Staat unterstellen. Unter Führung des dänischen Prinzen Christian Frederik erklärte Norwegen seine Unabhängigkeit, wählte Christian Frederik zum König und gab sich am 17. Mai 1814 eine eigene Verfassung. Doch der schwedische Kronprinz Karl XIV. Johann bestand auf der Vollziehung des Kieler Friedensvertrages. So kam es zum Krieg zwischen Norwegen und Schweden, dem letzten zwischen skandinavischen Ländern, indem schwedische Kriegsschiffe am 26. Juli 1814 norwegische Kanonenboote bei Hvaler angriffen.

## Die Schlacht

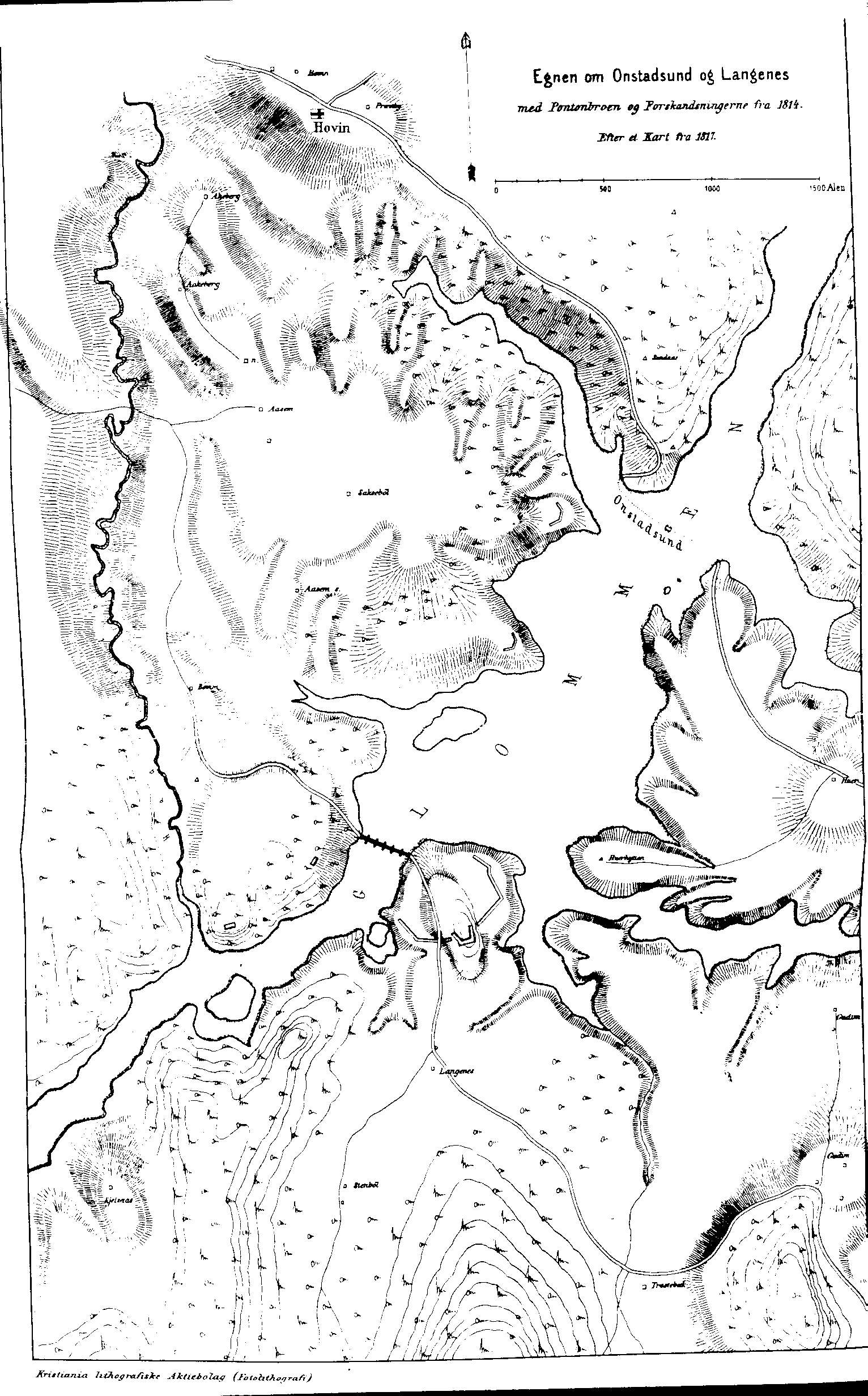
Karte von Langnes von 1817 mit eingezeichneter Brücke und Schanze. Die Schweden kamen von Süden.

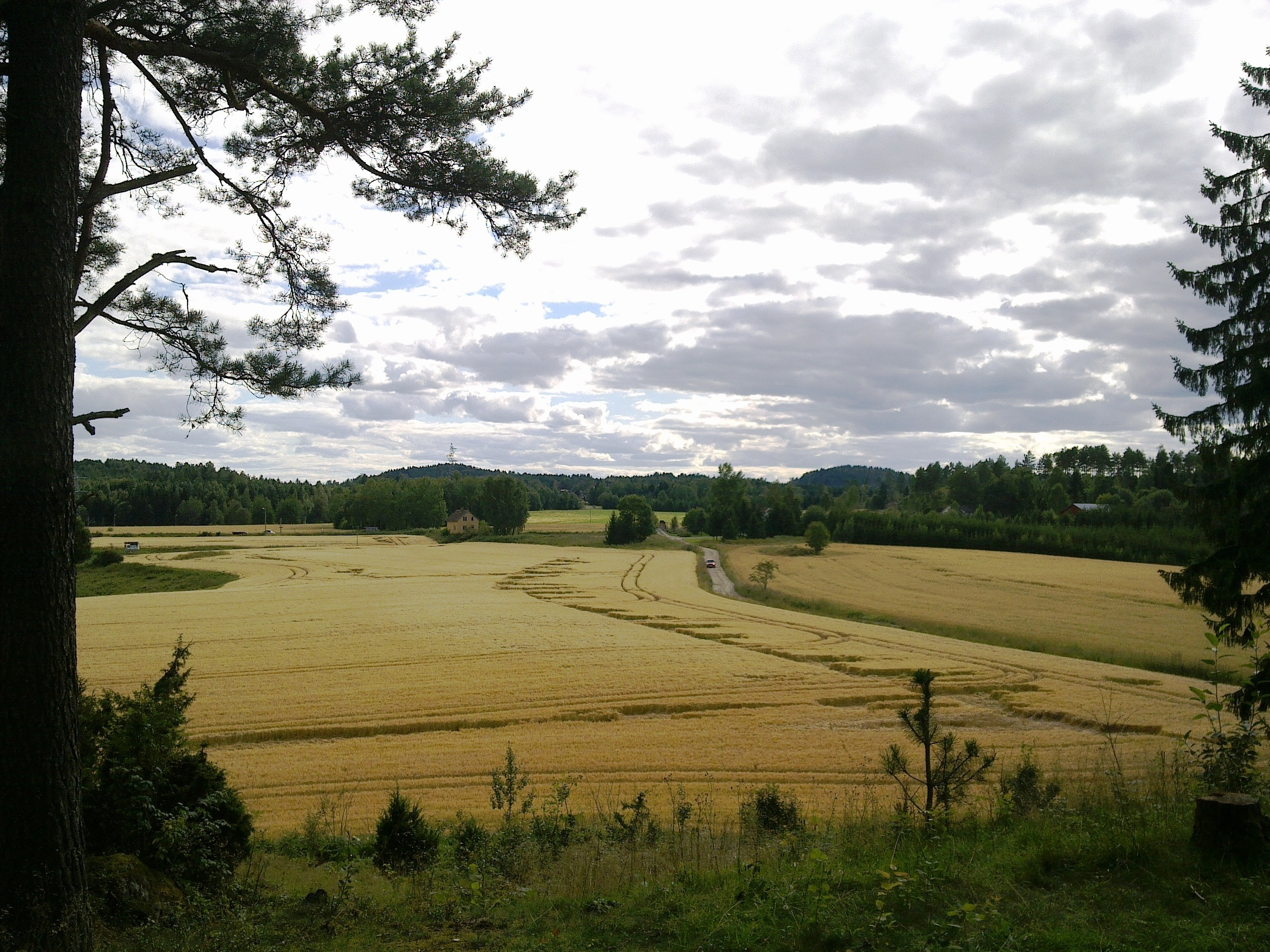
Blick von der norwegischen Stellung auf die Ebene, über die die schwedischen Kolonnen angriffen.

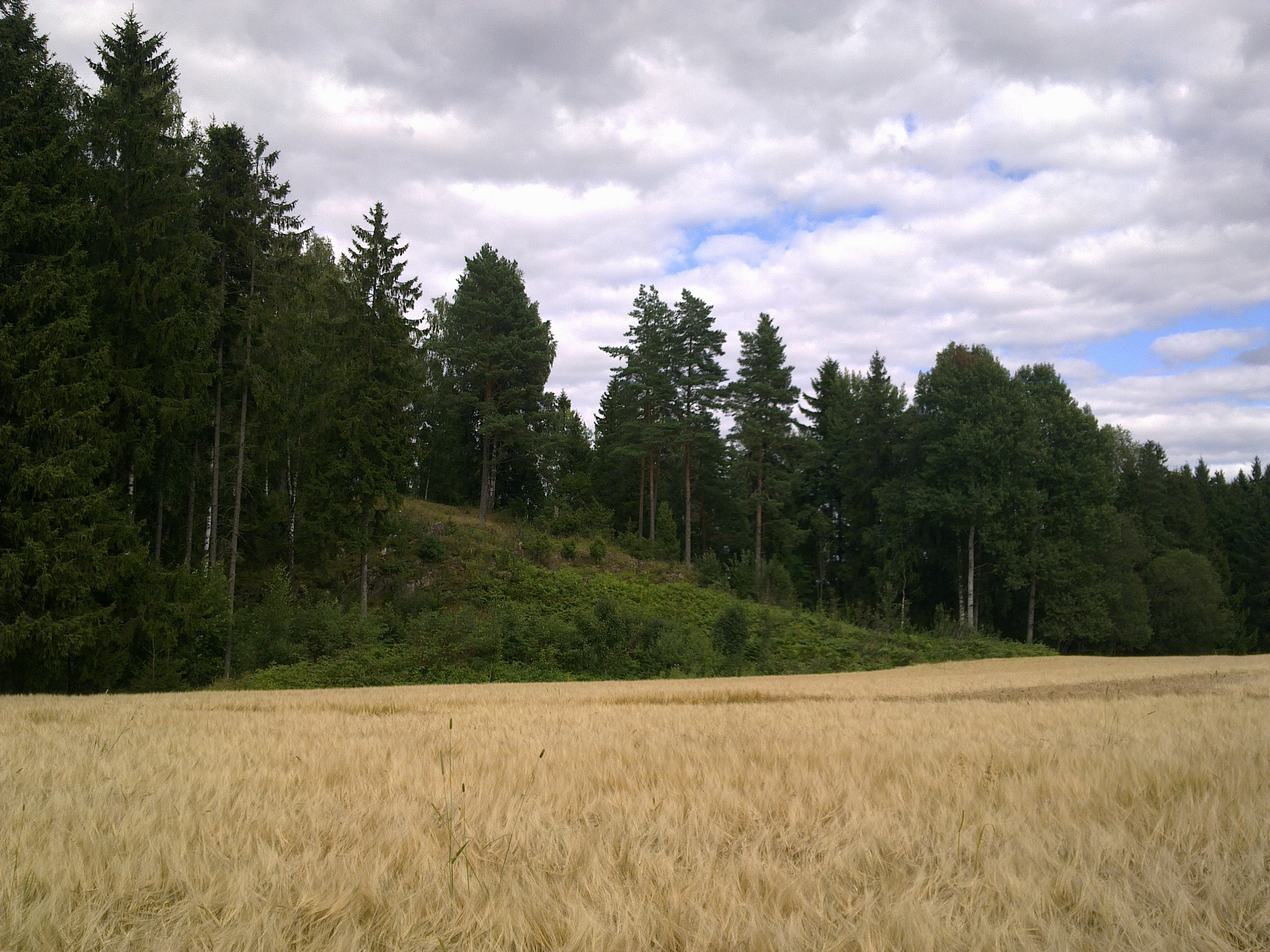
Auf der Anhöhe zwischen den Bäumen waren vier norwegische Geschütze postiert.

Die Norweger unter ihrem unerfahrenen König waren den überlegenen schwedischen Truppen hoffnungslos unterlegen und verloren einen Kampf nach dem anderen. Als die Festung Fredrikstad kapitulierte, war auch dem norwegischen König klar, dass die endgültige Niederlage nur eine Frage der Zeit war. Seine Truppen wollten sich hinter dem Fluss Glomma reorganisieren und bauten eine Pontonbrücke bei Langnes in der Gemeinde Indre Østfold über den Fluss für den Rückzug. An dieser Stelle reckt sich eine Landzunge in den Fluss mit einer Moräne. Dahinter lag ein kleiner Hügel. Der Brückenkopf war an dieser Stelle leicht zu verteidigen. Längs der Moräne wurde eine einfache Schanze angelegt. Vier Kanonen wurden hinter die Schanze und vier auf den kleinen Hügel platziert. Die Schanze wurde mit zwei Regimentern aus dem Oppland und drei Scharfschützen-Divisionen aus Valdres bemannt. Befehlshaber war Oberst Diderich Hegermann.
Die schwedischen Truppen unter General von Vegesack und Oberstleutnant Cederström bestanden aus mehreren Infanterie-Regimentern aus Västergötland und Värmland. Die Vorhut erreichte in der Nacht zum 9. August Langnes, und es kam bei sehr schlechtem Wetter zu einigen Scharmützeln mit den norwegischen Patrouillen Hegermanns. Hegermann versuchte einen Überraschungsangriff noch vor Morgengrauen. Doch die erfahrenen schwedischen Truppen konnten ihn zurückschlagen, so dass die Truppen Hegermanns sich wieder hinter die Schanzen zurückziehen mussten.
Die Schweden rückten nun in langen Kolonnen von einer Anhöhe aus vor, auf der heute der Bahnhof Langnes steht. Es lagen etwa 500 Meter zwischen den Stellungen. Das Gelände war offen und der Boden durch den langen und heftigen Regen morastig. Die norwegischen Kanonen schossen ihnen mit gezieltem und konzentrierten Feuer entgegen und schlugen eine Gasse neben der anderen. Hegermann beschrieb die Wirkung später, es sei gewesen, als ob ein Wagen durch die schwedischen Kolonnen gefahren sei. Die Schweden griffen an diesem Vormittag dreimal an. Die dichten Kolonnen waren für die Kartätschen ein gutes Ziel, insbesondere, da Hegermann die Kolonnen sehr dicht herankommen ließ, so dass die Kolonnen den Kartätschen hinter der Schanze die Flanke boten, bevor er den Feuerbefehl gab. Nun gingen die Schweden in Reihenformation vor, um die Wirkung der Kanonen zu vermindern. Dies brachte dank besserer Gewehre mit größerer Reichweite auch einigen Erfolg. Außerdem gelang es ihnen, Scharfschützen gut zu platzieren und so die Norweger in Bedrängnis zu bringen. Hegermann richtete nunmehr die Kanonen gegen die Scharfschützen, so dass diese sich zurückziehen mussten. Auch der dritte schwedische Angriff wurde abgewehrt. Am Ende waren sechs norwegische Soldaten gefallen und neun verwundet. Auf schwedischer Seite waren hundert gefallen oder verwundet.
Trotz dieses Sieges ordnete der König gegen den Protest Hegermanns, der den Schweden nachsetzen wollte, den weiteren Rückzug an. Dabei mussten drei Kanonen in der Glomma versenkt werden, da für sie nicht genügend Pferde vorhanden waren. Außerdem hielt die Pontonbrücke die Belastung nicht aus und brach. Hegermann überquerte die Glomm unter weiteren kleineren Scharmützeln weiter südlich.

## Bedeutung
Die Schlacht änderte nichts daran, dass der Krieg für Norwegen verloren war. Aber ihr war es zu verdanken, dass die norwegischen Truppen unbesiegt in geordnetem Rückzug gerettet werden konnten und die Moral der Truppe gehoben wurde. Dies führte auch zu einer besseren Verhandlungsposition gegenüber den Schweden in Moss, da es Schweden nicht gelungen war, eine bedingungslose Kapitulation zu erreichen.